# Rezerwat Zejski
Rezerwat Zejski (ros. Зейский государственный природный заповедник) – ścisły rezerwat przyrody (zapowiednik) w obwodzie amurskim w Rosji. Znajduje się w rejonie ziejskim. Jego obszar wynosi 986,32 km², a strefa ochronna 340 km². Rezerwat został utworzony dekretem rządu Rosyjskiej Federacyjnej Socjalistycznej Republiki Radzieckiej z dnia 10 marca 1963 roku. Znajduje się na południowy zachód od Parku Narodowego „Tokinsko-Stanowoj”. Dyrekcja rezerwatu znajduje się w miejscowości Zieja.

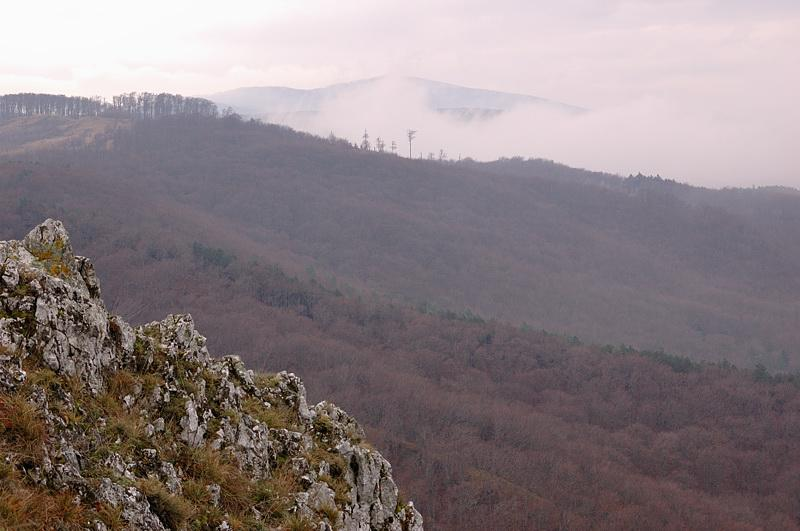

## Opis
Rezerwat zajmuje wschodni kraniec pasma górskiego Tukuringra w miejscu gdzie łańcuch górski Jankan–Tukuringra–Soktachan–Dżagdy jest przecięty wąską doliną rzeki Zeja. Szczyty w rezerwacie wznoszą się na wysokość od 400 do 1500 m n.p.m.
Średnia roczna temperatura powietrza wynosi -4,6 °C, średnia temperatura stycznia -30,6 °C, średnia temperatura lipca +18,2 °C. 

## Flora
Ze względu na górski charakter obszaru roślinność ma tu układ piętrowy:
- Na wysokości 250–500 m n.p.m. występują lasy dębowo-brzozowe. Rosną tu m.in.: dąb mongolski, cytryniec chiński, lipa wonna, szachownica z gatunku Fritillaria maximowiczii.
- Do wysokości 900 m n.p.m. rosną lasy modrzewiowe (modrzew dahurski) z udziałem  świerka ajańskiego (Picea ajanensis), brzozy z gatunku Betula platyphylla i osiki.
- Na wysokości 900–1100 m n.p.m. występują lasy iglaste, które tworzą świerk syberyjski i świerk ajański.
- Od 1100–1300 m n.p.m. rośnie sosna karłowa oraz kępy jałowca z gatunku Juniperus sibirica, różanecznika z gatunku Rhododendron aureum i tawliny z gatunku.Sorbaria pallasii.
- Wyżej występuje tundra górska[8][9][10].

## Fauna
Fauna rezerwatu jest typowa dla tajgi. Obejmuje 37 gatunków ssaków i 133 gatunki ptaków. Najczęściej spotykane to m.in.: łoś euroazjatycki, jeleń mandżurski, sarna syberyjska, piżmowiec syberyjski, ryś euroazjatycki, wilk szary, niedźwiedź brunatny, rosomak tundrowy, gronostaj europejski, soból tajgowy, łasica syberyjska, cietrzew zwyczajny. Do rzadkich zwierząt w rezerwacie należą dzik euroazjatycki, jenot azjatycki, leming amurski, sójka błękitna, mandarynka. Zbiorniki wodne zamieszkuje 18 gatunków ryb. W ostatnich latach w rezerwacie pojawił się tygrys syberyjski.